# Sierociszki
Sierociszki (lit. Sirutiškės) − wieś na Litwie, w rejonie wileńskim, 5 km na południowy wschód od Kowalczuków, zamieszkana przez 7 ludzi.

## Historia
W dwudziestoleciu międzywojennym zaścianek leżący w Polsce, w województwie wileńskim, w powiecie wileńsko-trockim, w gminie Szumsk. W 1931 miejscowość liczyła 18 mieszkańców, zamieszkałych w 3 budynkach.
Po II wojnie światowej w granicach Związku Sowieckiego. Od 1991 na niepodległej Litwie.